# Quân khu Trung tâm
Quân khu Trung Tâm (tiếng Nga: Центральный военный округ, chuyển tự Latinh: Tsentral'nyy voyennyy okrug) là một trong năm quân khu của Lực lượng Vũ trang Liên bang Nga hiện nay. Nó trấn giữ khu vực rộng lớn ở giữa nước Nga, bao gồm Vùng liên bang Volga, Vùng liên bang Ural và Vùng liên bang Sibir với 29 chủ thể liên bang; ngoài ra, còn có các căn cứ quân sự của Nga ở các nước Trung Á nguyên trong thành phần của Liên Xô cũ. Bộ tư lệnh quân khu đóng ở thành phố Yekaterinburg thuộc tỉnh Sverdlovsk ở Vùng liên bang Ural. Tư lệnh hiện tại là Thượng tướng Valery Nikolaevich Solodchuk. Tham mưu trưởng là Trung tướng Denis Igoryevich Lyamin.
Quân khu Trung tâm giáp với quân khu Leningrad ở phía tây bắc, quân khu Moskva ở phía tây, quân khu Nam ở phía tây nam, quân khu Đông ở phía đông. Phía bắc là Bắc Băng Dương. Phía nam là Kazakhstan và Mông Cổ.
Quân khu Trung tâm được thành lập ngày 20 tháng 9 năm 2010 trên cơ sở sáp nhập Quân khu Volga-Urals với Quân khu Sibir. Quân khu Volga-Urals vốn được lập trên cơ sở nhập Quân khu Volga với Quân khu Ural (đều vốn có từ năm 1918).

## Cơ cấu

### Lực lượng mặt đất
Quân khu Trung tâm có 3 tập đoàn quân binh chủng hợp thành, 1 quân đoàn lục quân và các đơn vị độc lập trực thuộc bộ tư lệnh quân khu (mỗi tập đoàn quân bao gồm một vài sư đoàn, lữ đoàn; quy mô lớn hơn một sư đoàn của NATO nhưng nhỏ hơn một quân đoàn):
- Tập đoàn quân binh chủng hợp thành Cận vệ số 2;
- Tập đoàn quân binh chủng hợp thành 25;
- Tập đoàn quân binh chủng hợp thành Cận vệ 41;
- Quân đoàn lục quân 3;
- Các đơn vị thuộc bộ tư lệnh quân khu:
  - Lữ đoàn bộ binh 67;
  - Lữ đoàn bộ binh độc lập 164;
  - Sư đoàn bộ binh 6;
  - Lữ đoàn bộ binh độc lập 72;
  - Lữ đoàn hạng nặng 17;
  - Sư đoàn xe tăng 90;
  - Căn cứ quân sự 201 (Dushanbe, Tajikistan);
  - Lữ đoàn pháo rocket 232 (Chebarkul);
  - Lữ đoàn tên lửa phòng không 28 (Chebarkul);
  - Lữ đoàn chỉ huy 59 (Verkhnyaya Pyshma);
  - Lữ đoàn thông tin 179;
  - Lữ đoàn công binh 12;
  - Lữ đoàn bộ binh giữ gìn hòa bình 15;
  - Lữ đoàn cảnh vệ hạt nhân - hóa học - sinh học cơ động 1;
  - Lữ đoàn cảnh vệ hạt nhân - hóa học - sinh học 29 ;
  - Lữ đoàn đường sắt 5;
  - Lữ đoàn đường sắt 43;
  - Lữ đoàn đường sắt 48;
  - Lữ đoàn hậu cần 105;
  - Lữ đoàn hậu cần 106;
  - Trung đoàn bảo trì và phục hồi 24;
  - Trung tâm huấn luyện quân khu 473;
  - Căn cứ trung tâm dự trữ và sửa chữa quân trang 1311;
  - Căn cứ dự bị xe tăng trung tâm 3018.

## Lực lượng hàng không - vũ trụ
- Tập đoàn quân Phòng không - Không quân số 14
- Sư đoàn Hàng không Vận tải Quân sự Cận vệ 18